# Condado de Tyrrell
El condado de Tyrrell (en inglés: Tyrrell County, North Carolina), fundado en 1729, es uno de los 100 condados del estado estadounidense de Carolina del Norte. En el año 2000 tenía una población de 4149 habitantes con una densidad poblacional de 4 personas por km². La sede del condado es Columbia.

## Geografía
Según la Oficina del Censo, el condado tiene un área total de 1550 km² (598,5 mi²), de la cual 1010 km² (390 mi²) es tierra y 544 km² (210 mi²) es agua.

### Municipios
El condado se divide en cinco municipios: Municipio de Alligator, Municipio de Columbia, Municipio de Gum Neck, Municipio de Scuppernong y Municipio de South Fork - forman parte de la IBX - Inner Banks.

### Condados adyacentes
- Condado de Washington oeste
- Condado de Dare este
- Condado de Hyde sur

### Área Nacional Protegida
- Lagos Pocosin Refugio de Vida Silvestre (parte)

## Demografía
Tyrrell County fue a partir de 2000 el condado menos poblado en Carolina del Norte.
En el 2000 la renta per cápita promedia del condado era de $25 684, y el ingreso promedio para una familia era de $32 468. El ingreso per cápita para el condado era de $13 326. En 2000 los hombres tenían un ingreso per cápita de $26 227 contra $18 403 para las mujeres. Alrededor del 23.30% de la población estaba bajo el umbral de pobreza nacional.

## Lugares

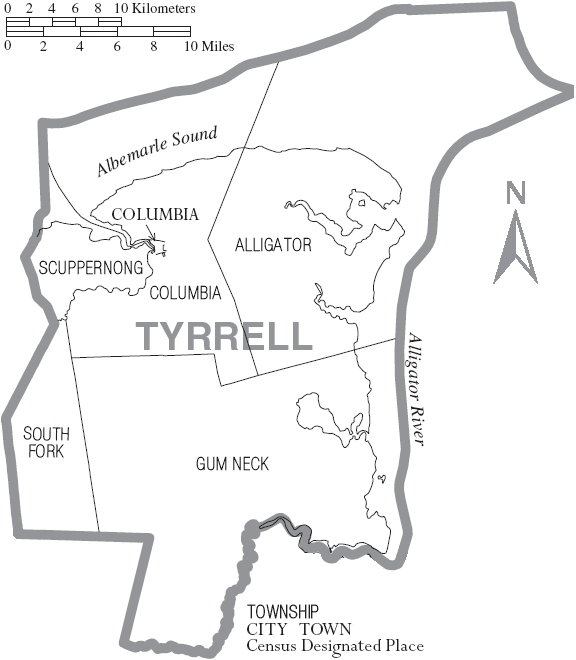
Mapa del Condado de Tyrrell en Carolina del Norte con sus municipios

### Ciudades y pueblos
- Columbia
- Jerry
- Pleasant View